# Carchiola
La carchiòla è un tipo di focaccia non lievitata tipica di Avigliano, provincia di Potenza, riconosciuta come prodotto agroalimentare tradizionale lucano, nonché prodotto Arca del Gusto Slow Food.

## Storia
La carchiola ha una storia remota, benché ancora incerta. Un'ipotesi vuole che abbia avuto origine nel XVI secolo, quando il mais, appena giunto dalle Americhe, venne impiegato in alternativa al farro nella preparazione del pane. Secondo una leggenda, invece, nacque nel periodo in cui la Basilicata subì un violento terremoto nel 1694, quando una donna aviglianese, per sfamare i propri figli, preparò un impasto con la farina di granoturco, l’unico ingrediente che aveva a disposizione, lavorandolo su una pietra con acqua per cuocerlo infine sulla brace ardente.
La carchiola fu un elemento essenziale della cucina contadina aviglianese, poiché il grano era troppo costoso e costituiva l'ingrediente del pane riservato alle classi più agiate ed, essendo priva di lievito, permetteva di risparmiare i tempi di preparazione. Veniva preparata per la colazione o per accompagnare minestre, nonché come pasto a sacco che i contadini consumavano nelle ore lavorative. Solo a partire dal secondo dopoguerra la carchiola iniziò ad ottenere un posto di rilievo nella gastronomia lucana e una maggiore versatilità adeguandosi ai gusti moderni.

## Preparazione e consumazione

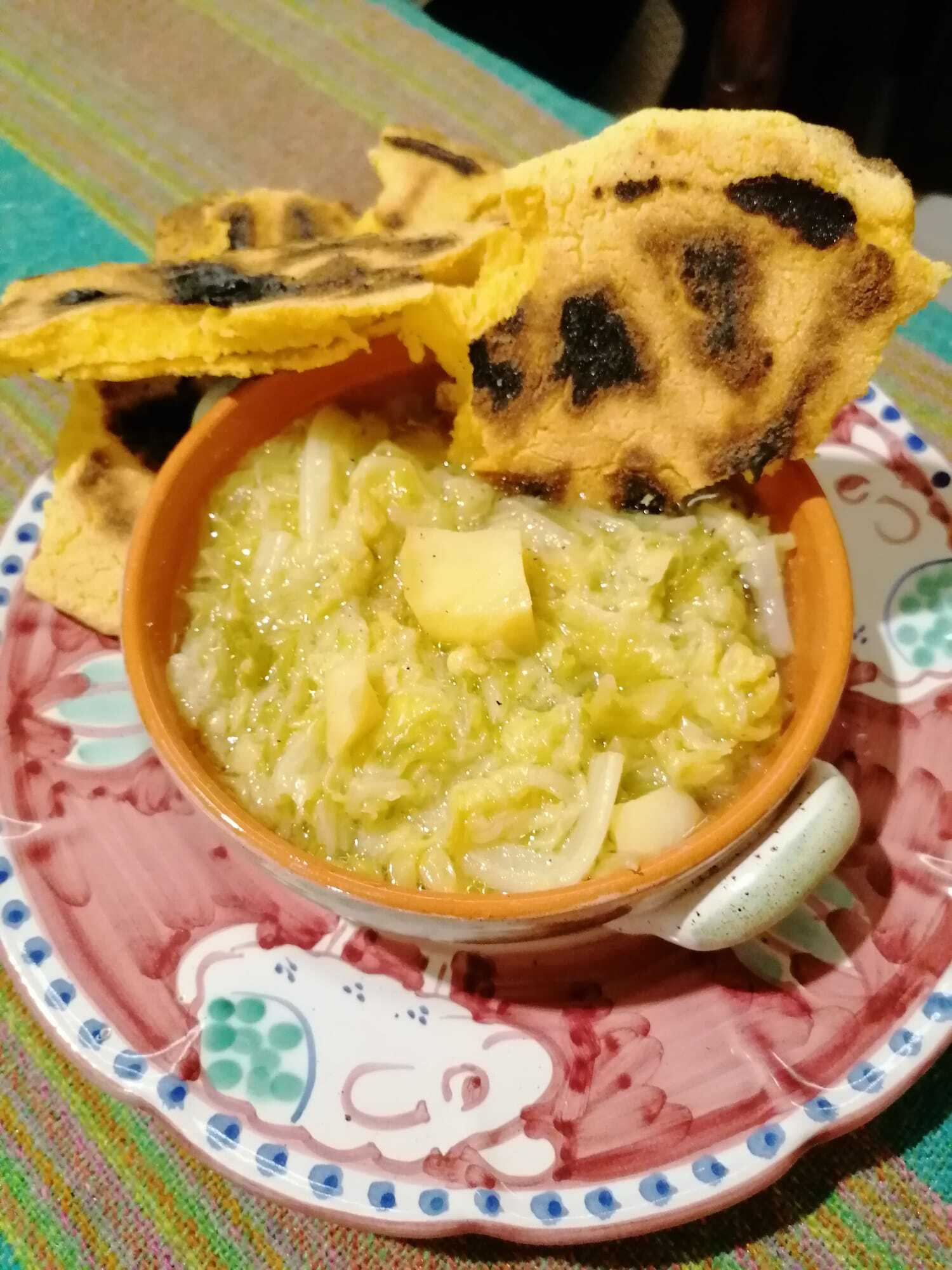
Carchiola con minestra di verze

La carchiola si prepara con soli tre ingredienti: farina di mais, acqua bollente e sale; l'impasto viene steso fino a formare una schiacciata circolare. Da tradizione, veniva cotta alla brace sotto una coppa di metallo nota in latino come carchesium (da cui deriva il nome), oggi invece il metodo casalingo prevede la cottura in camino su una griglia di forma circolare detta r’ticula.
La carchiola veniva consumata al momento o conservata a lungo sotto le coperte e riscaldata in camino. Nella gastronomia tradizionale accompagna le minestre di verdure e legumi come cicoria, verza, patate, cipolle, fagioli o rape.
Oggi la carchiola viene anche servita in ristoranti, panifici, focaccerie ed è stata rivalutata come cibo di strada, preparata in versione farcita con verdure, ortaggi, formaggi e salumi locali.

## Sagra
La carchiola può essere gustata durante la Sagra della strazzata (altro prodotto aviglianese), che si tiene nelle frazioni di Lagopesole e Stagliuozzo.